# فردوس الحکمه
فردوس الحکمة فی الطب کتابی است اثر ابن ربن طبری در زمینه‌ی طب. ابن ربن این کتاب که مهم‌ترین اثر اوست را در سال سوم خلافت متوکل عباسی نوشت.

## مقدمه
ابن ربن به خاطر نوشته‌هایش در زمینهٔ طب و نگاشتن دو اثر که در آنها از ضعف دین سابقش و حقانیت دین جدیدش صحبت کرده، مشهور است. از آثاری که به ابن ربن نسبت داده‌شده، فقط تعداد کمی امروزه در دسترس هستند. که مهم‌ترینشان فردوس الحکمة است.

## شرح
«فردوس الحکمة» یعنی «باغ حکمت». کتاب مزبور دائرةالمعارفی با موضوع طب است که از اولین کتب طب و یکی از قدیمی‌ترین و معتبرترین آثار جامع در موضوع طب اسلامی است. شامل ۳۰ مقاله و ۳۶۰ باب است. که ابن ربن در تألیف این کتاب از نظرات جندی‌شاپور بقراط، جالینوس، ارسطو، ابن ماسویه، حنین بن اسحاق و رسالات هندی و دیگر آثار استفاده کرده‌است. ابن ربن این کتاب را در سومین سال خلافت متوکل نوشت.

## چاپ
متن عربی فردوس الحکمة اولین بار در سال ۱۹۲۸ میلادی در برلین به چاپ رسید ، در سال ۱۹۷۱ میلادی و بعدتر در سال ۲۰۰۲ در بیروت تجدید چاپ شد. مختصری از آن را فرانتس رزنتال به آلمانی ترجمه کرد. دست‌نوشته‌های این کتاب، در کتابخانه‌های دانشگاه تهران، رامپور، ایاصوفیه، برلین و بریتانیا و غیره رؤیت شده‌اند.

## خصوصیات و اهمیت
فردوس الحکمه در بسیاری از آثار پزشکی قرون بعدی مورداستفاده نویسندگان قرار گرفت.
ابن ربن در این کتاب غیر از طب، دربارهٔ بعضی علوم دیگر نیز مطالبی نوشته‌است و حتی مطالبی غیرعلمی نیز به کتاب اضافه کرده‌است. تجربیات شخصی، فلسفه، جانورشناسی، حکمت طبیعی، رویان‌شناسی، روان‌شناسی، هواشناسی و ستاره‌شناسی از علوم دیگری هستند که ابن ربن دربارهٔ آنها مطالبی نوشته‌است.
ابن ربن شخصاً این کتاب را به زبان سریانی ترجمه کرد.

## تأثر
اگر کسی به دست و پایش زگیل باشد و به ستاره‌ای که در حال افول است نگاه کند و در همان دم دست خود را بسوی آن ببرد، زگیل بهبود می‌یابد.

طبری، فردوس‌الحکمة
ص ۵۲۵–۵۲۶.
در فردوس‌الحکمة علاوه بر مطالب علمی، به تأثیر اجرام آسمانی و ستارگان، کانی‌ها و گیاهان و جانداران در بوجود آمدن یا درمان امراض اشاره شده‌است و روش‌های جادویی و طلسمات و تعاویذ هم در کنار روش‌های علمی بعنوان درمان بیماری‌ها تجویز شده‌اند؛ این مطالب از اعتقادات عامیانه به کتب علمی راه یافتند و این در کتاب‌هایی مانند فردوس‌الحکمة با علم تلفیق شدند. به‌طور کلی، در دورهٔ اسلامی اعتقاد به روش‌های درمانیِ خرافی همچنان درکنار شیوه‌های علمی ادامه داشته‌است و در آثار دانشمندان اسلامی نیز مطالبی راجع‌به آن منعکس شده‌است. در این میان، ابن ربن هم به تأثیر ستاره‌شناسی (تنجیم) و طلسمات در طب معتقد بوده‌است. در طب اسلامی، کانی‌ها و سنگ‌ها (بالأخص سنگ‌های قیمتی) برای درمان امراض و هماهنگی جسم و روح به‌کار می‌رفتند و ابن ربن نیز به کرات به خواص درمانی کانی‌ها اشاره کرده‌است. او همچنین راجع‌به کاربرد گیاهان و اجزای بدن حیوانات در طب نیز نوشته‌است؛ حتی بعضاً توضیحاتی در مورد کاربرد اینها ارائه داده‌است که به علم طب مربوط نیست.